# Římskokatolická farnost Valašská Bystřice
Římskokatolická farnost Valašská Bystřice je územním společenstvím římských katolíků v rámci děkanátu Valašské Meziříčí olomoucké arcidiecéze s farním kostelem Nanebevzetí Panny Marie.

## Historie
První písemná zpráva o obci pochází z roku 1651. Až do zániku feudalismu přináležela k rožnovskému panství. Za třicetileté války se na tehdy ještě řídce osídleném území obce ukrývali valašští vzbouřenci a kolonizátoři. V roce 1778 byl ve Valašské Bystřici dostavěn a slavnostně vysvěcen kostel Nanebevzetí Panny Marie.

## Duchovní správci
Od roku 2000 je farářem R. D. Mgr. Jan Vláčil.
Seznam předchozích farářů a duchovních správců farnosti:
| Období      | Duch. správce          | Období      | Duch. správce      |
| ----------- | ---------------------- | ----------- | ------------------ |
| 1779 – 1800 | Matouš Schäger         | 1894 – 1904 | Jan Jandásek       |
| 1800 – 1806 | František Chlupatý     | 1904 – 1909 | Josef Harna        |
| 1806 – 1808 | František Sedlák       | 1909 – 1915 | František Výlet    |
| 1808 – 1817 | Karel Holluscha        | 1915 – 1924 | Augustin Navrátil  |
| 1817 – 1821 | Antonín Schindler      | 1925 – 1932 | Josef Blažek       |
| 1821 – 1826 | František Ořechovský   | 1932 – 1932 | Jaroslav Štika, AE |
| 1826 – 1827 | Ignác Rohovský, AE     | 1933 – 1942 | Albert Forgač      |
| 1827 – 1835 | Jakub Čamek            | 1942 – 1970 | Jindřich Deneš     |
| 1835 – 1840 | Kašpar Janek           | 1970 – 1980 | Ladislav Šimek     |
| 1840 – 1846 | Antonín Očka, 1. farář | 1980 – 1981 | Jaroslav Bíbr      |
| 1846 – 1862 | Tomáš Hanák            | 1981 – 1990 | Petr Šustáček      |
| 1862 – 1873 | Josef Machálek         | 1990 – 1993 | Antonín Štefek     |
| 1873 – 1878 | František Rusňák       | 1993 – 2000 | Jaroslav Polách    |
| 1878 – 1894 | Jakub Jelínek          | 2000 –      | Jan Vláčil         |

## Bohoslužby
| Kostel                  | Místo             | Bohoslužba (den)                 | Hodina                           | Poznámka     |
| ----------------------- | ----------------- | -------------------------------- | -------------------------------- | ------------ |
| Nanebevzetí Panny Marie | Valašská Bystřice | neděle úterý středa pátek sobota | 7.40, 9.30 17.40 8.00 17.40 8:00 | Farní kostel |

Zde uvedený pořad bohoslužeb je jen orientační, přesný rozpis bohoslužeb naleznete vždy na webu farnosti.

## Aktivity farnosti
Ve farnosti se pravidelně pořádá tříkrálová sbírka. V roce 2020 se při ní vybralo ve Valašské Bystřici 133 606 korun. 
Při bohoslužbách vystupuje chrámový sbor a schola.